# Saint-Jean-de-Linières
Saint-Jean-de-Linières är en kommun i departementet Maine-et-Loire i regionen Pays de la Loire i nordvästra Frankrike. Kommunen ligger i kantonen Saint-Georges-sur-Loire som tillhör arrondissementet Angers. År 2018 hade Saint-Jean-de-Linières 1 803 invånare.

## Befolkningsutveckling
Antalet invånare i kommunen Saint-Jean-de-Linières
| Referens: INSEE |